# Перу-Пиньейру
Перу-Пиньейру (порт. Pêro Pinheiro) — район (фрегезия) в Португалии, входит в округ Лиссабон. Является составной частью муниципалитета Синтра. Находится в составе крупной городской агломерации Большой Лиссабон. По старому административному делению входил в провинцию Эштремадура. Входит в экономико-статистический субрегион Большой Лиссабон, который входит в Лиссабонский регион. Население составляет 4 246 человек на 2011 год. Занимает площадь 16,06 км².
Покровителем района считается Апостол Пётр (порт. São Pedro).

## История
Район основан в 1988 году.